# ソ連・ポーランド不可侵条約
ソ連・ポーランド不可侵条約（ソれん・ポーランドふかしんじょうやく、ポーランド語: Pakt nieagresji między Rzecząpospolitą Polską a Związkiem Socjalistycznych Republik Rad; ロシア語: Договор о ненападении между Союзом Советских Социалистических Республик и Польской Республикой）は、1932年にポーランドとソ連の代表により調印された不可侵条約である。この条約はナチス・ドイツとソ連のポーランド侵攻で1939年9月17日にソ連により一方的に破棄された。

## 条約締結まで
ポーランド・ソビエト戦争の後、ポーランド政府は、ドイツ及びソビエトの両者から「等距離」の位置にいる政策を取っていた。ほとんどのポーランドの政治家は、左翼も右翼も含め第一次世界大戦の頃からのフランスとの同盟関係に強い信頼を置いており、ドイツやソビエトどちらの支援も信じていなかった。
ソビエトとの関係を正常化するため、不可侵条約の準備に関する話し合いは1926年から始まっていた。リガ平和条約を強固にし、ドイツと同等の条約を結ぶことでバランスを取る狙いがあった。しかし、ドイツとの交渉は開始されなかった。大英帝国がソビエト連邦との外交関係を破棄し、ソビエトの全権大使ヴォルコフが殺害された後の1927年6月に、ポーランド・ソビエト間の交渉は中断された。その代わりに、ポーランドは1928年にケロッグ＝ブリアン条約を結んだ。ポーランド・ソビエト間の交渉は1931年にモスクワで再開された。条約は、3年の議論の末、最終的に1932年7月25日に結ばれた。1934年5月5日に結ばれた議定書によって、条約の有効期限は1945年12月31日まで延長されることになった。条約では、両側ともお互いの関係を暴力で解決することを放棄し、問題は交渉で解決し、軍事力や同盟により相手の陣営を狙うことの放棄に同意した。

## 条約締結後
1938年9月23日、ソビエト連邦はポーランド政府に、チェコスロバキア併合にポーランドが参加した場合、条約は無効にすると通知した。しかし、この脅しは実行されなかった。ソビエト政府はポーランドがテッシェン地方を占拠した後、条約は現状のまま継続された。そして、1938年11月26日に２つの陣営により継続の調印がされた。( を見よ)。
条約は、その時ポーランド外交の成功であると考えられていたが、ドイツとの関税戦争や、ヴェルサイユ条約の一部の放棄や、フランスとの絆が弱まることによりそれ以上にポーランドは弱体化してしまった。これは、ポーランドのドイツとの交渉を強め、18ヵ月後、ドイツ・ポーランド不可侵条約が結ばれた。

## 条約破棄もしくは解消
最終的に条約は1939年9月17日、ソビエト連邦によるポーランド侵攻により破棄された。ソビエト連邦側の主張は、同月1日に（モロトフ＝リッベントロップ協定の秘密条項に基づいて）ドイツ軍がポーランド侵攻を開始しており、ポーランド国は存在しなくなったため、条約は解消したとするものである。